# Dublin Review
La Dublin Review est une revue catholique fondée en 1836 par Michael Joseph Quin, le cardinal Wiseman et Daniel O'Connell. Le succès de l'Edinburgh Review a inspiré la création de ce magazine, prenant la ville de Dublin comme titre territorial et comme foyer du catholicisme, bien que ses premiers numéros aient été imprimés à Londres. 

## Histoire
C'est Quin qui a eu l'idée originelle de lancer un nouveau journal persuadant le cardinal Wiseman de lui apporter son soutien, puis entraînant O'Connell dont il avait admiré la campagne pour l'émancipation des catholiques discriminés. À propos de ses débuts, le cardinal Wiseman écrit : « Ce fut en 1836 que l'idée de lancer un journal trimestriel catholique germa dans l'esprit de feu l'excellent M. Quin qui appela l'illustre O'Connell et moi-même à le rejoindre dans cette entreprise. ». Quin en devint le rédacteur en chef et le principal contributeur, écrivant cinq articles dans le premier numéro et quatre dans le deuxième. Cependant l'entreprise n'est pas rentable et après les deux premiers numéros il démissionne de son poste de rédacteur en chef, mais continue à rédiger des articles par la suite et en 1842 écrit pour The Tablet. 
Son titre a été choisi parce que Dublin était un foyer de la culture catholique anglophone et qu'il faisait écho à l'Edinburgh Review, mais le journal fut dès l'origine publié à Londres, d'abord comme trimestriel puis comme mensuel. Les rédacteurs se succèdent au début, les dates de publication sont irrégulières et le manque d'abonnés provoque des difficultés financières. Cependant lorsque Henry Bagshawe prend les rênes du magazine, en octobre 1837, la situation se stabilise. Au départ, le cardinal Wiseman refuse que le magazine prenne des positions par trop extrêmes. Charles William Russell fut l'un des contributeurs parmi les plus assidus et y fit écrire nombre de ses collègues de Maynooth.

### Les tractariens
D'après Andrew Hilliarde Atteridge, dans son article de la Catholic Encyclopedia, « La revue visait à fournir un compte rendu de la pensée contemporaine des catholiques instruits et en même temps à exposer les opinions catholiques auprès des intellectuels non catholiques. ». Ayant commencé avant les premiers remous du mouvement d'Oxford, la revue présentait un panorama de la vie intellectuelle de ce siècle et ses articles eurent une influence immense sur la pensée religieuse de cette époque. C'est en août 1839 qu'un article du cardinal Wiseman attira l'attention de John Henry Newman. Ce fut un moment charnière pour Newman et pour le cours du mouvement d'Oxford. Peu à peu, des convertis tractariens comme John Brande Morris et Thomas William Allies firent leur apparition comme contributeurs. Les journalistes, chroniqueurs et contributeurs se recrutaient parmi des hommes de plume éminents discutant d'affaires du temps concernant la religion, la littérature ou l'histoire. À cette époque, le cardinal Wiseman devait affronter des questionnements entre catholiques « de souche » et nouveaux catholiques anglais convertis, et avait à cœur de maintenir un certain équilibre à ce propos entre les articles publiés.

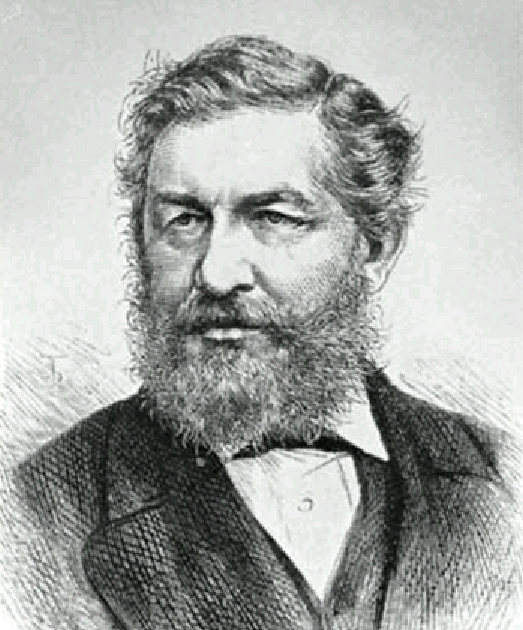
William George Ward.

### Libéralisme
À l'arrivée de William George Ward en juillet 1863, celui-ci poursuit l'approche favorable au concile Vatican I de la revue et confie les articles sur la politique, l'histoire ou la littérature à des journalistes compétents ; dans les matières théologiques, il n'hésite pas à attaquer de front le libéralisme de Montalembert ou de Döllinger. 
Après le Concile Vatican I, le bénédictin J.C. Headley, qui dirige la revue, adopte une ligne modérée. Avec le foisonnement des publications, il n'était plus pratique de ne s'engager que dans le débat, et Headley était à l'aise pour suivre les tendances et fournir un forum permettant aux esprits de premier plan d'insuffler un certain point de vue catholique dans la littérature, l'histoire, la politique et l'art.
Plus tard des personnalités comme Don Luigi Sturzo, E. I. Watkin ou Barbara Ward écrivent dans la revue. En 1961, son titre est changé en Wiseman Review pour éviter la confusion sur le fait qu'elle n'était pas publiée à Dublin, mais elle reprend son premier nom en 1965. La revue cesse de paraître en 1969, fusionnant avec The Month.

## Rédacteurs en chef, propriétaires, éditeurs
Liste partielle
- Mark Aloysius Tierney, rédacteur en chef vers 1837
- Henry Bagshawe, rédacteur en chef 1837-
- Charles William Russell,
- Charles Dolman, éditeur 1838-1844
- William George Ward, propriétaire  et rédacteur en chef dans les années 1860 et 1870
- Herbert Alfred Henry Joseph Thomas, propriétaire à partir de 1878
- John Cuthbert Hedley, rédacteur en chef dans les années 1870
- Cardinal Manning, propriétaire
- James Moyes, rédacteur en chef jusqu'en 1903
- Wilfrid Ward, propriétaire et rédacteur en chef
- Shane Leslie, rédacteur en chef 1916-1926
- Denis Rolleston Gwynn, rédacteur en chef 1933-1939
- Christopher Dawson, rédacteur en chef 1940-1956
- Michael Derrick, rédacteur en chef 1956-1961